# 東部無線
東部無線（とうぶむせん） グループとは、かつて存在した東京23区・武蔵野市・三鷹市を営業区域とするタクシー事業者による無線協同営業組合である。

## 概略
1959年（昭和34年）に設立。本部所在地は台東区千束。
「東部無線」は通称で、正式名称は東部ハイタク協同組合である。城東地区に基盤を持ち、統一車色はあずき色であった（一部例外あり）。
2002年（平成14年）に主な加盟社は東京無線に移籍加盟し、事実上東京無線に統合された。
法人格としては2019年（平成31年）に株式会社に改組したうえで現存している。

## 沿革
- 1959年（昭和34年） - 東部ハイタク協同組合が13社で設立
- 1964年（昭和49年） - 東部ハイタク協同組合 無線車導入（東部無線タクシー）
- 1983年（昭和58年） - 車体色をあずき色に統一
- 1987年（昭和62年） - 東部無線タクシー綜合センター（台東区千束）完成。AVM配車システムを導入
- 2002年（平成14年） - 事実上東京無線に統合。

## 過去の加盟会社
| 社名・営業所     | 社名・営業所     | 所在地         | 備考                                            |
| ---------------- | ---------------- | -------------- | ----------------------------------------------- |
| 亜細亜交通       | 亜細亜交通       | 荒川区荒川     | [ 1 ]                                           |
| 鳳自動車         | 鳳自動車         | 葛飾区南水元   | 明治交通グループ                                |
| 光洋自動車       | 光洋自動車       | 板橋区新河岸   |                                                 |
| 坂本自動車       | 坂本自動車       | 台東区日本堤   |                                                 |
| 実用興業         | 実用興業         | 葛飾区四つ木   |                                                 |
| 大日本交通       | 本社 田端営業所  | 北区東田端     | 大日本グループ 2001年（平成13年）東京無線に移籍 |
| 大日本交通       | 日暮里営業所     | 荒川区西日暮里 | 大日本グループ 2001年（平成13年）東京無線に移籍 |
| 大日本自動車交通 | 大日本自動車交通 | 荒川区荒川     | 大日本グループ 2001年（平成13年）東京無線に移籍 |
| 東武タクシー     | 東武タクシー     | 墨田区向島     | 東京七福グループ                                |
| 平安交通         | 平安交通         | 荒川区町屋     | [ 4 ]                                           |
| 平和交通         | 羽田営業所       | 大田区羽田     | [ 6 ]                                           |
| 明治交通         | 明治交通         | 北区上中里     | 明治交通グループ                                |
| 明治自動車       | 明治自動車       | 足立区入谷     | 明治交通グループ                                |
| 八千代自動車     | 八千代自動車     | 台東区浅草     |                                                 |